# Fenwood, Wisconsin
Fenwood là một làng thuộc quận Marathon, tiểu bang Wisconsin, Hoa Kỳ. Năm 2006, dân số của làng này là 174 người.